# Humorweaning. Coaching con Humor
Humorweaning. Coaching con Humor es un Manual de Coaching creado por el Comediante y Master Coach Freddy Salas. Es el primer libro escrito por el autor, el cual contempla una particular y novedosa forma de relacionar la práctica del coaching con el humor.

## Sucesos

### Publicación
Después de su revisión y su edición, fue publicada en el año 2014.